# Batalla de Yorktown (1781)
La batalla de Yorktown va tenir lloc durant la guerra d'Independència dels Estats Units d'Amèrica entre el 26 de setembre i el 19 d'octubre de 1781. Va enfrontar als insurgents continentals i als seus aliats francesos, tant els enviats oficialment al comandament del general Jean Baptiste Rochambeau com els voluntaris de Marie-Joseph Paul Yves Roch Gilbert du Motier, Marquès de La Fayette, als britànics al comandament de Charles Mann Cornwallis, lord Cornwallis.

## Antecedents
Quan els generals Jean Baptiste Rochambeau i George Washington es troben a Wethersfield, Connecticut, el 22 de maig de 1781 per decidir l'estratègia a adoptar respecte dels britànics, tenen intenció d'avançar cap a Nova York, ocupada per 10.000 homes al comandament de Henry Clinton, el comandant britànic de major graduació.
Durant aquest temps, li va arribar el general La Fayette la informació de què lord Cornwallis havia pres posicions a Yorktown, Virgínia prop del riu York. Abans de tornar a caure sobre el camp virginià, Cornwallis va acampar amb els seus 7.500 homes a les colònies del sud, encara que va haver d'abandonar les seves posicions per rabastir-se i permetre als seus soldats recuperar forces a Yorktown. Clinton desitjava també aquest moviment cap a Yorktown perquè les tropes poguessin contactar amb la Royal Navy.
Washington coneix la posició dels britànics al juliol, i preveu reunir les tropes franceses i patriotes per dur-les a Virgínia, esperant que Cornwallis segueixi amb les seves tropes a Yorktown.
Pel que fa a les operacions navals, Washington rep la confirmació, el 14 d'agost, que l'almirall de Grasse, que fins llavors es trobava a les Antilles, estava ara fondejat a la badia de Chesapeake amb una potent flota de vuitanta-vuit vaixells.

## La Batalla
La Batalla va tenir lloc a Yorktown, Virgínia, assetjada des de feia diverses setmanes. D'una banda, tenim a 8.000 britànics al comandament de lord Charles Mann Cornwallis, i de l'altra, a 9.000 insurgents contientals, voluntaris de La Fayette, al comandament del coronel Armand Tuffin, marquès de la Rouerie, i George Washington, així com 5.000 homes del cos expedicionari francès del comte Jean-Baptiste Donatien de Vimeur de Rochambeau (11.000 francesos en total).
La flota francesa sosté el bloqueig del port de Yorktown, impedint qualsevol operació de revituallament britànica per mar, mentre que tropes terrestres franceses i patriotes envoltaven la ciutat.
L'exèrcit francès-insurgent assetja la ciutat després d'haver pres les fortificacions i bastions que havien de defensar-la. El general britànic que manava les tropes assetjades a Yorktown, lord Cornwallis, es rendeix, pretenent trobar malalt, i envia a un dels seus subordinats a remetre la seva espasa als vencedors.
Encara que no se sol fer menció d'això, és important ressaltar la importància de l'ajuda espanyola per al triomf final dels insurgents continentals. Els fons i avituallaments aportats per Francisco de Saavedra van resultar vitals per permetre a la flota francesa de l'almirall de Grasse traslladar des del Carib, i permetre el triomf final sobres els Anglesos.

## Conseqüències
La rendició va sorprendre a Gran Bretanya, on mentre rei volia seguir lluitant però va perdre el control del Parlament i van començar les negociacions de pau. En el Tractat de París de 1783, Gran Bretanya va cedir tot el seu territori nord-americà al sud dels Grans Llacs, excepte les dues colònies de Florida, que van ser cedides a Espanya.

## Els canadencs francesos a la batalla de Yorktown
Diversos canadencs d'origen francès van prendre part en la batalla de Yorktown. Així, per exemple, el major Clément Gosselin, Germain Dionne i diversos altres combaten amb La Fayette i Washington. La derrota britànica porta a 40.000 reialistes al Quebec i a Nova Escòcia, que s'uneixen a una població de 90.000 francòfons. Això suposarà de fet la creació del Canadà anglès.
Louis-Philippe de Vaudreuil, net d'un governador de Nova França, probablement nascut ell mateix a Nova França, és almirall a la Marina francesa durant la batalla de Chesapeake davant Yorktown. Jacques Bedout, nascut al Quebec i en aquells dies tinent de fragata francès (més tard contraalmirall), es troba per la seva part en la fragata la Railleuse.